# Temporada 2020 del Campeonato de Fórmula 2 de la FIA
La temporada 2020 del Campeonato de Fórmula 2 de la FIA fue la cuarta edición de dicho campeonato. Las competiciones comenzaron en julio en Spielberg con ronda doble y finalizaron en diciembre en Sakhir con cita doble también. Todas las rondas se disputaron como soporte a los Grandes Premios de Fórmula 1.
PREMA Racing logró el Campeonato de Escuderías en la carrera larga de la última ronda, mientras que Mick Schumacher se quedó con el Campeonato de Pilotos en la carrera corta.

## Escuderías y pilotos
| Escudería             | N.º | Piloto              | Rondas     |
| --------------------- | --- | ------------------- | ---------- |
| DAMS                  | 1   | Sean Gelael         | 1-6, 11-12 |
| DAMS                  | 1   | Jüri Vips           | 7-10       |
| DAMS                  | 2   | Dan Ticktum         | Todas      |
| UNI-Virtuosi Racing   | 3   | Guanyu Zhou         | Todas      |
| UNI-Virtuosi Racing   | 4   | Callum Ilott        | Todas      |
| ART Grand Prix        | 5   | Marcus Armstrong    | Todas      |
| ART Grand Prix        | 6   | Christian Lundgaard | Todas      |
| Carlin                | 7   | Yuki Tsunoda        | Todas      |
| Carlin                | 8   | Jehan Daruvala      | Todas      |
| Campos Racing         | 9   | Jack Aitken         | 1-11       |
| Campos Racing         | 9   | Ralph Boschung      | 12         |
| Campos Racing         | 10  | Guilherme Samaia    | Todas      |
| Charouz Racing System | 11  | Louis Delétraz      | Todas      |
| Charouz Racing System | 12  | Pedro Piquet        | Todas      |
| MP Motorsport         | 14  | Nobuharu Matsushita | 1-9        |
| MP Motorsport         | 14  | Giuliano Alesi      | 10-12      |
| MP Motorsport         | 15  | Felipe Drugovich    | Todas      |
| BWT HWA RACELAB       | 16  | Artem Markelov      | Todas      |
| BWT HWA RACELAB       | 17  | Giuliano Alesi      | 1-9        |
| BWT HWA RACELAB       | 17  | Jake Hughes         | 10         |
| BWT HWA RACELAB       | 17  | Théo Pourchaire     | 11-12      |
| PREMA Racing          | 20  | Mick Schumacher     | Todas      |
| PREMA Racing          | 21  | Robert Shwartzman   | Todas      |
| Trident               | 22  | Roy Nissany         | Todas      |
| Trident               | 23  | Marino Sato         | Todas      |
| Hitech Grand Prix     | 24  | Nikita Mazepin      | Todas      |
| Hitech Grand Prix     | 25  | Luca Ghiotto        | Todas      |
| Fuente:               |     |                     |            |

### Cambios de equipos
- HWA RACELAB se unió a la categoría, en reemplazo de Arden International.[4]
- Hitech Grand Prix se unió a la categoría.[5]

### Cambios de pilotos

#### En pretemporada
- Tras competir con Arden y MP Motorsport en 2019, Artem Markelov se unió a HWA RACELAB.[6]
- Marcus Armstrong, subcampeón del Campeonato de Fórmula 3 de la FIA, se unió a ART Grand Prix.[7]
- Giuliano Alesi dejó Trident y se unió a HWA RACELAB junto a Artem Markelov.[8]
- PREMA Racing cuenta con Mick Schumacher nuevamente, y con el campeón de Fórmula 3 Robert Shwartzman.[9]
- Callum Ilott dejó Charouz y se unió a Virtuosi Racing.[10]
- Sean Gelael abandonó PREMA Racing para unirse a DAMS, junto a Dan Ticktum, que regresó a la categoría tras competir en una ronda en 2018.[11]
- Louis Delétraz abandonó Carlin y regresó a Charouz Racing System, su compañero es el graduado de Fórmula 3 Pedro Piquet.[12]
- Felipe Drugovich se unió a la F2 con MP Motorsport.[13]
- Yuki Tsunoda hizo su ascenso a Fórmula 2 con Carlin.[14]
- Christian Lundgaard se unió a ART Grand Prix luego de competir en una ronda con Trident en 2019.[15]
- UNI-Virtuosi Racing cuenta nuevamente con Guanyu Zhou.[16]
- Nikita Mazepin y Luca Ghiotto dejaron ART Grand Prix y Virtuosi respectivamente y se unieron a Hitech Grand Prix.[17]
- Campos Racing cuenta nuevamente con Jack Aitken, y con el debutante brasileño Guilherme Samaia, proveniente de Eurofórmula Open.[18]
- Nobuharu Matsushita dejó Carlin para ser piloto de MP.[19]
- Jehan Daruvala ascendió a la Fórmula 2 junto a Carlin.[20]
- Marino Sato se unió a Trident tras competir con Campos en 2019.[21] Su compañero es Roy Nissany, que regresó a la competición tras participar en 2018.[22]

#### En mitad de temporada
- Jüri Vips se unió a DAMS para sustituir al lesionado Sean Gelael en las cuatro rondas posteriores.[23]
- Jake Hughes ascendió a la F2 junto BWT HWA RACELAB para sustituir a Giuliano Alesi,[24] mientras que el francés pasó a MP Motorsport para ocupar el asiento de Nobuharu Matsushita.[25]
- Théo Pourchaire, subcampeón de Fórmula 3, se unió a HWA para debutar en la categoría.[26]
- Ralph Boschung reemplazó a Jack Aitken en Campos Racing, debido a la participación del británico en la Fórmula 1.[27]

## Calendario
| Rondas   | Rondas | Circuito                                       | País        | Fecha            |
| -------- | ------ | ---------------------------------------------- | ----------- | ---------------- |
| 1        | CL     | Red Bull Ring, Spielberg 1                     | Austria     | 4 de julio       |
| 1        | CC     | Red Bull Ring, Spielberg 1                     | Austria     | 5 de julio       |
| 2        | CL     | Red Bull Ring, Spielberg 2                     | Austria     | 11 de julio      |
| 2        | CC     | Red Bull Ring, Spielberg 2                     | Austria     | 12 de julio      |
| 3        | CL     | Hungaroring, Mogyoród                          | Hungría     | 18 de julio      |
| 3        | CC     | Hungaroring, Mogyoród                          | Hungría     | 19 de julio      |
| 4        | CL     | Circuito de Silverstone, Silverstone 1         | Reino Unido | 1 de agosto      |
| 4        | CC     | Circuito de Silverstone, Silverstone 1         | Reino Unido | 2 de agosto      |
| 5        | CL     | Circuito de Silverstone, Silverstone 2         | Reino Unido | 8 de agosto      |
| 5        | CC     | Circuito de Silverstone, Silverstone 2         | Reino Unido | 9 de agosto      |
| 6        | CL     | Circuito de Barcelona-Cataluña, Montmeló       | España      | 15 de agosto     |
| 6        | CC     | Circuito de Barcelona-Cataluña, Montmeló       | España      | 16 de agosto     |
| 7        | CL     | Circuito de Spa-Francorchamps, Francorchamps   | Bélgica     | 29 de agosto     |
| 7        | CC     | Circuito de Spa-Francorchamps, Francorchamps   | Bélgica     | 30 de agosto     |
| 8        | CL     | Autodromo Nazionale di Monza, Monza            | Italia      | 5 de septiembre  |
| 8        | CC     | Autodromo Nazionale di Monza, Monza            | Italia      | 6 de septiembre  |
| 9        | CL     | Autódromo Internacional del Mugello, Scarperia | Italia      | 12 de septiembre |
| 9        | CC     | Autódromo Internacional del Mugello, Scarperia | Italia      | 13 de septiembre |
| 10       | CL     | Autódromo de Sochi, Sochi                      | Rusia       | 26 de septiembre |
| 10       | CC     | Autódromo de Sochi, Sochi                      | Rusia       | 27 de septiembre |
| 11       | CL     | Circuito Internacional de Baréin, Sakhir 1     | Baréin      | 28 de noviembre  |
| 11       | CC     | Circuito Internacional de Baréin, Sakhir 1     | Baréin      | 29 de noviembre  |
| 12       | CL     | Circuito Internacional de Baréin, Sakhir 2     | Baréin      | 5 de diciembre   |
| 12       | CC     | Circuito Internacional de Baréin, Sakhir 2     | Baréin      | 6 de diciembre   |
| Fuentes: |        |                                                |             |                  |

### Cambios
- La primera ronda de la temporada que iba a ser disputada en Sakhir fue suspendida debido a la epidemia por coronavirus.[30] El 19 de marzo fue anunciada la suspensión de las rondas de Zandvoort, Barcelona y Montecarlo.[31] Cuatro días después fue suspendida la ronda de Bakú.[32]
- El 10 de julio, fue anunciada la incorporación de Mugello al calendario,[33] y el 29 del mismo mes fue agregada la ronda de Sochi.[34]
- El 25 de agosto fue confirmado el regreso de Sakhir con una doble ronda.[35]

## Resultados

### Entrenamientos

#### Pretemporada
| Circuito | Fecha      | Sesión | Mejor clasificado | Mejor clasificado     | Mejor clasificado | Mejor clasificado |
| Circuito | Fecha      | Sesión | Piloto            | Escudería             | Tiempo            | Vueltas           |
| -------- | ---------- | ------ | ----------------- | --------------------- | ----------------- | ----------------- |
| Sakhir   | 1 de marzo | Mañana | Louis Delétraz    | Charouz Racing System | 1:43.583          | 23                |
| Sakhir   | 1 de marzo | Tarde  | Pedro Piquet      | Charouz Racing System | 1:41.877          | 32                |
| Sakhir   | 2 de marzo | Mañana | Nikita Mazepin    | Hitech Grand Prix     | 1:43.825          | 19                |
| Sakhir   | 2 de marzo | Tarde  | Jehan Daruvala    | Carlin                | 1:41.260          | 23                |
| Sakhir   | 3 de marzo | Mañana | Jehan Daruvala    | Carlin                | 1:43.428          | 33                |
| Sakhir   | 3 de marzo | Tarde  | Luca Ghiotto      | Hitech Grand Prix     | 1:41.252          | 31                |

#### Postemporada
| Circuito | Fecha           | Sesión | Mejor clasificado | Mejor clasificado   | Mejor clasificado | Mejor clasificado |
| Circuito | Fecha           | Sesión | Piloto            | Escudería           | Tiempo            | Vueltas           |
| -------- | --------------- | ------ | ----------------- | ------------------- | ----------------- | ----------------- |
| Sakhir   | 8 de diciembre  | —      | Jehan Daruvala    | Carlin              | 1:41.848          | 52                |
| Sakhir   | 9 de diciembre  | Mañana | Ralph Boschung    | Campos Racing       | 1:42.244          | 33                |
| Sakhir   | 9 de diciembre  | Tarde  | Jehan Daruvala    | Carlin              | 1:41.686          | 34                |
| Sakhir   | 10 de diciembre | Mañana | Louis Delétraz    | MP Motorsport       | 1:41.872          | 25                |
| Sakhir   | 10 de diciembre | Tarde  | Felipe Drugovich  | UNI-Virtuosi Racing | 1:42.435          | 26                |

### Temporada
| Ronda | Ronda | Ronda             | Pole Position       | Vuelta rápida       | Piloto ganador      | Escudería ganadora  | Resultados |
| ----- | ----- | ----------------- | ------------------- | ------------------- | ------------------- | ------------------- | ---------- |
| 1     | L     | Spielberg 1       | Guanyu Zhou         | Callum Ilott        | Callum Ilott        | UNI-Virtuosi Racing | Resultados |
| 1     | C     | Spielberg 1       |                     | Felipe Drugovich    | Felipe Drugovich    | MP Motorsport       | Resultados |
| 2     | L     | Spielberg 2       | Yuki Tsunoda        | Yuki Tsunoda        | Robert Shwartzman   | PREMA Racing        | Resultados |
| 2     | C     | Spielberg 2       |                     | Christian Lundgaard | Christian Lundgaard | ART Grand Prix      | Resultados |
| 3     | L     | Budapest          | Callum Ilott        | Nikita Mazepin      | Robert Shwartzman   | PREMA Racing        | Resultados |
| 3     | C     | Budapest          |                     | Guanyu Zhou         | Luca Ghiotto        | Hitech Grand Prix   | Resultados |
| 4     | L     | Silverstone 1     | Felipe Drugovich    | Guanyu Zhou         | Nikita Mazepin      | Hitech Grand Prix   | Resultados |
| 4     | C     | Silverstone 1     |                     | Christian Lundgaard | Dan Ticktum         | DAMS                | Resultados |
| 5     | L     | Silverstone 2     | Callum Ilott        | Guanyu Zhou         | Callum Ilott        | UNI-Virtuosi Racing | Resultados |
| 5     | C     | Silverstone 2     |                     | Mick Schumacher     | Yuki Tsunoda        | Carlin              | Resultados |
| 6     | L     | Barcelona         | Callum Ilott        | Nobuharu Matsushita | Nobuharu Matsushita | MP Motorsport       | Resultados |
| 6     | C     | Barcelona         |                     | Dan Ticktum         | Felipe Drugovich    | MP Motorsport       | Resultados |
| 7     | L     | Spa-Francorchamps | Yuki Tsunoda        | Robert Shwartzman   | Yuki Tsunoda        | Carlin              | Resultados |
| 7     | C     | Spa-Francorchamps |                     | Robert Shwartzman   | Robert Shwartzman   | PREMA Racing        | Resultados |
| 8     | L     | Monza             | Callum Ilott        | Luca Ghiotto        | Mick Schumacher     | PREMA Racing        | Resultados |
| 8     | C     | Monza             |                     | Mick Schumacher     | Callum Ilott        | UNI-Virtuosi Racing | Resultados |
| 9     | L     | Mugello           | Christian Lundgaard | Louis Delétraz      | Nikita Mazepin      | Hitech Grand Prix   | Resultados |
| 9     | C     | Mugello           |                     | Christian Lundgaard | Christian Lundgaard | ART Grand Prix      | Resultados |
| 10    | L     | Sochi             | Yuki Tsunoda        | Dan Ticktum         | Mick Schumacher     | PREMA Racing        | Resultados |
| 10    | C     | Sochi             |                     | Nikita Mazepin      | Guanyu Zhou         | UNI-Virtuosi Racing | Resultados |
| 11    | L     | Sakhir 1          | Callum Ilott        | Yuki Tsunoda        | Felipe Drugovich    | MP Motorsport       | Resultados |
| 11    | C     | Sakhir 1          |                     | Louis Delétraz      | Robert Shwartzman   | PREMA Racing        | Resultados |
| 12    | L     | Sakhir 2          | Yuki Tsunoda        | Mick Schumacher     | Yuki Tsunoda        | Carlin              | Resultados |
| 12    | C     | Sakhir 2          |                     | Yuki Tsunoda        | Jehan Daruvala      | Carlin              | Resultados |

## Clasificaciones

### Sistema de puntuación
Puntos de carrera larga
| Posición | 1.º | 2.º | 3.º | 4.º | 5.º | 6.º | 7.º | 8.º | 9.º | 10.º | Pole | VR |
| Puntos   | 25  | 18  | 15  | 12  | 10  | 8   | 6   | 4   | 2   | 1    | 4    | 2  |

Puntos de carrera corta
| Posición | 1.º | 2.º | 3.º | 4.º | 5.º | 6.º | 7.º | 8.º | VR |
| Puntos   | 15  | 12  | 10  | 8   | 6   | 4   | 2   | 1   | 2  |

### Campeonato de Pilotos
| Pos. | Piloto              | SPI1 | SPI1 | SPI2 | SPI2 | BUD | BUD | SIL1 | SIL1 | SIL2 | SIL2 | BAR | BAR | SPA | SPA | MNZ | MNZ | MUG | MUG | SOC | SOC | SAK1 | SAK1 | SAK2 | SAK2 | Puntos |
| ---- | ------------------- | ---- | ---- | ---- | ---- | --- | --- | ---- | ---- | ---- | ---- | --- | --- | --- | --- | --- | --- | --- | --- | --- | --- | ---- | ---- | ---- | ---- | ------ |
| 1    | Mick Schumacher     | 11   | 7    | 4    | Ret  | 3   | 3   | 9    | 14   | 7    | 2    | 6   | 3   | 3   | 2   | 1   | 3   | 5   | 4   | 1   | 3   | 4    | 7    | 6    | 18   | 215    |
| 2    | Callum Ilott        | 1    | 9    | 5    | 5    | 8   | 2   | 5    | Ret  | 1    | 6    | 5   | 8   | 10  | Ret | 6   | 1   | 12  | 6   | 3   | 7   | 2    | 16   | 5    | 10   | 201    |
| 3    | Yuki Tsunoda        | 18   | 11   | 2    | Ret  | 16  | 18  | 3    | Ret  | 6    | 1    | 4   | 4   | 1   | 9   | 4   | Ret | 16  | 19  | 2   | 6   | 6    | 15   | 1    | 2    | 200    |
| 4    | Robert Shwartzman   | 3    | 4    | 1    | Ret  | 1   | 4   | 14   | 13   | 8    | 13   | 2   | 13  | 5   | 1   | 9   | 5   | Ret | 9   | 11  | 10  | 8    | 1    | 4    | 5    | 177    |
| 5    | Nikita Mazepin      | 14   | 10   | 14   | 8    | 2   | 5   | 1    | 5    | 4    | 8    | 13  | 6   | 2   | 4   | Ret | 8   | 1   | 18  | 7   | 2   | 5    | 2    | 9    | 9    | 164    |
| 6    | Guanyu Zhou         | 17   | 14   | 3    | 4    | 10  | 8   | 2    | 9    | 8    | 5    | 3   | 14  | 7   | 3   | 5   | Ret | Ret | 5   | 8   | 1   | 14   | 5    | 2    | 4    | 151.5  |
| 7    | Christian Lundgaard | 4    | 5    | 6    | 1    | Ret | 13  | 4    | 2    | 2    | 21   | 11  | 11  | 17  | 7   | 3   | 2   | 6   | 1   | Ret | 13  | 19   | 6    | 21   | 12   | 149    |
| 8    | Louis Delétraz      | 7    | 2    | 19   | 12   | 7   | 6   | 6    | 3    | 5    | 4    | 10  | 9   | 4   | 6   | 8   | 4   | 3   | 2   | 18  | 17  | 16   | 3    | 12   | 13   | 134    |
| 9    | Felipe Drugovich    | 8    | 1    | 13   | 13   | 5   | 16  | 7    | 6    | 10   | 12   | 7   | 1   | DSQ | 13  | 16  | Ret | 4   | 15  | Ret | 20  | 1    | 8    | 3    | 8    | 121    |
| 10   | Luca Ghiotto        | DNS  | Ret  | 11   | 10   | 4   | 1   | 17   | 19†  | 13   | 10   | 8   | 2   | 9   | 5   | 2   | 15  | 2   | Ret | 4   | 5   | 12   | Ret  | 16   | 7    | 106    |
| 11   | Dan Ticktum         | 5    | 3    | 8    | 2    | 9   | NC  | 8    | 1    | 15   | 7    | 9   | 10  | 6   | 10  | 7   | DSQ | 17  | 17  | 10  | 8   | 9    | 12   | 8    | 3    | 96.5   |
| 12   | Jehan Daruvala      | 12   | 16   | 12   | 9    | 6   | 7   | 12   | 4    | 12   | 9    | 17  | 17  | 19  | 16  | 10  | 6   | 10  | 7   | 5   | 11  | 3    | Ret  | 7    | 1    | 72     |
| 13   | Marcus Armstrong    | 2    | Ret  | 7    | 3    | Ret | 9   | 16   | 10   | 14   | 14   | Ret | 15  | 15  | Ret | 14  | 18  | 9   | 11  | 9   | 14  | 7    | 4    | 11   | 14   | 52     |
| 14   | Jack Aitken         | 15   | 8    | 9    | 6    | 13  | 19  | 13   | 8    | 3    | 3    | 18† | 18  | 13  | 17  | 13  | 7   | Ret | 13  | 6   | 4   | 10   | 17†  |      |      | 48     |
| 15   | Nobuharu Matsushita | 9    | 6    | 17   | 11   | 12  | 12  | 10   | 7    | 11   | 18   | 1   | 5   | Ret | DNS | 15  | 11  | 11  | 14  |     |     |      |      |      |      | 42     |
| 16   | Jüri Vips           |      |      |      |      |     |     |      |      |      |      |     |     | 11  | 11  | 11  | 9   | 7   | 3   | Ret | 18  |      |      |      |      | 16     |
| 17   | Giuliano Alesi      | 6    | Ret  | 21   | 15   | 11  | 10  | 19   | 18   | 16   | 20   | Ret | 19  | 18  | 14  | 18  | 12  | Ret | Ret | 14  | 16  | 17   | 13   | 15   | 6    | 12     |
| 18   | Artem Markelov      | Ret  | 18   | DNS  | 16   | Ret | 14  | 18   | 11   | 19   | 11   | 12  | 16  | 16  | 8   | 17  | 16  | 8   | 20  | 15  | 12  | 22   | 10   | 13   | 20   | 5      |
| 19   | Roy Nissany         | 10   | 12   | 15   | 18   | Ret | 17  | Ret  | 16   | 15   | 18   | Ret | 12  | 8   | Ret | 19  | 10  | 15  | 10  | Ret | 19  | 15   | 9    | 20   | 15   | 5      |
| 20   | Pedro Piquet        | 13   | 13   | 18   | 14   | 14  | 15  | 11   | 17   | 21   | 19   | 14  | 7   | 12  | 12  | 12  | 17  | 13  | 12  | 17  | 9   | 11   | 19†  | 10   | 11   | 3      |
| 21   | Sean Gelael         | Ret  | Ret  | 10   | 7    | 17  | 12  | 15   | Ret  | Ret  | DNS  | 19† | DNS |     |     |     |     |     |     |     |     | 13   | 14   | 19   | 17   | 3      |
| 22   | Marino Sato         | Ret  | 17   | 16   | Ret  | Ret | 20  | 20   | 12   | 17   | 17   | 15  | 21  | 14  | Ret | 20  | 13  | 14  | 8   | 13  | 15  | 20   | 11   | 17   | 16   | 1      |
| 23   | Jake Hughes         |      |      |      |      |     |     |      |      |      |      |     |     |     |     |     |     |     |     | 12  | Ret |      |      |      |      | 0      |
| 24   | Guilherme Samaia    | 16   | 15   | 20   | 17   | 15  | 21  | 21   | 25   | 20   | 19   | 16  | 20  | Ret | 15  | 21  | 14  | 18  | 16  | 16  | Ret | 21   | 18†  | 22   | 19   | 0      |
| 25   | Ralph Boschung      |      |      |      |      |     |     |      |      |      |      |     |     |     |     |     |     |     |     |     |     |      |      | 14   | Ret  | 0      |
| 26   | Théo Pourchaire     |      |      |      |      |     |     |      |      |      |      |     |     |     |     |     |     |     |     |     |     | 18   | Ret  | 18   | 21   | 0      |
| Pos. | Piloto              | SPI1 | SPI1 | SPI2 | SPI2 | BUD | BUD | SIL1 | SIL1 | SIL2 | SIL2 | BAR | BAR | SPA | SPA | MNZ | MNZ | MUG | MUG | SOC | SOC | SAK1 | SAK1 | SAK2 | SAK2 | Puntos |

| Color     | Resultado              |
| --------- | ---------------------- |
| Oro       | Ganador                |
| Plata     | 2.ª plaza              |
| Bronce    | 3.ª plaza              |
| Verde     | Finalizó en los puntos |
| Azul      | Finalizó sin puntos    |
| Azul      | NC - No clasificado    |
| Violeta   | Ret - No terminó       |
| Rojo      | DNQ - No se clasificó  |
| Negro     | DSQ - Descalificado    |
| Blanco    | DNS - No empezó        |
| Blanco    | WD - Retirado          |
| Blanco    | C - Carrera cancelada  |
| Sin color | DNP - No participó     |
| Sin color | INJ - Lesionado        |
| Sin color | EX - Excluido          |

| Estado  | Resultado |
| ------- | --- |
| Negrita | Pole position |
| Cursiva | Vuelta rápida puntuable, el piloto cumplió los requisitos para ser bonificado con uno o más puntos por lograr la vuelta rápida |
| †       | Abandona, pero clasifica al completar el porcentaje requerido para ello                                                        |

Fuente: Fórmula 2.

### Campeonato de Escuderías
| Pos. | Escudería             | N.º | SPI1 | SPI1 | SPI2 | SPI2 | BUD | BUD | SIL1 | SIL1 | SIL2 | SIL2 | BAR | BAR | SPA | SPA | MNZ | MNZ | MUG | MUG | SOC | SOC | SAK1 | SAK1 | SAK2 | SAK2 | Puntos |
| ---- | --------------------- | --- | ---- | ---- | ---- | ---- | --- | --- | ---- | ---- | ---- | ---- | --- | --- | --- | --- | --- | --- | --- | --- | --- | --- | ---- | ---- | ---- | ---- | ------ |
| 1    | PREMA Racing          | 20  | 11   | 7    | 4    | Ret  | 3   | 3   | 9    | 14   | 7    | 2    | 6   | 3   | 3   | 2   | 1   | 3   | 5   | 4   | 1   | 3   | 4    | 7    | 6    | 18   | 392    |
| 1    | PREMA Racing          | 21  | 3    | 4    | 1    | Ret  | 1   | 4   | 14   | 13   | 8    | 13   | 2   | 13  | 5   | 1   | 9   | 5   | Ret | 9   | 11  | 10  | 8    | 1    | 4    | 5    | 392    |
| 2    | UNI-Virtuosi Racing   | 3   | 17   | 14   | 3    | 4    | 10  | 8   | 2    | 9    | 8    | 5    | 3   | 14  | 7   | 3   | 5   | Ret | Ret | 5   | 8   | 1   | 14   | 5    | 2    | 4    | 352.5  |
| 2    | UNI-Virtuosi Racing   | 4   | 1    | 9    | 5    | 5    | 8   | 2   | 5    | Ret  | 1    | 6    | 5   | 8   | 10  | Ret | 6   | 1   | 12  | 6   | 3   | 7   | 2    | 16   | 5    | 10   | 352.5  |
| 3    | Carlin                | 7   | 18   | 11   | 2    | Ret  | 16  | 18  | 3    | Ret  | 6    | 1    | 4   | 4   | 1   | 9   | 4   | Ret | 16  | 19  | 2   | 6   | 6    | 15   | 1    | 2    | 272    |
| 3    | Carlin                | 8   | 12   | 16   | 12   | 9    | 6   | 7   | 12   | 4    | 12   | 9    | 17  | 17  | 19  | 16  | 10  | 6   | 10  | 7   | 5   | 11  | 3    | Ret  | 7    | 1    | 272    |
| 4    | Hitech Grand Prix     | 24  | 14   | 10   | 14   | 8    | 2   | 5   | 1    | 5    | 4    | 8    | 13  | 6   | 2   | 4   | Ret | 8   | 1   | 18  | 7   | 2   | 5    | 2    | 9    | 9    | 270    |
| 4    | Hitech Grand Prix     | 25  | DNS  | Ret  | 11   | 10   | 4   | 1   | 17   | 19†  | 13   | 10   | 8   | 2   | 9   | 5   | 2   | 15  | 2   | Ret | 4   | 5   | 12   | Ret  | 16   | 7    | 270    |
| 5    | ART Grand Prix        | 5   | 2    | Ret  | 7    | 3    | Ret | 9   | 16   | 10   | 14   | 14   | Ret | 15  | 15  | Ret | 14  | 18  | 9   | 11  | 9   | 14  | 7    | 4    | 11   | 14   | 201    |
| 5    | ART Grand Prix        | 6   | 4    | 5    | 6    | 1    | Ret | 13  | 4    | 2    | 2    | 21   | 11  | 11  | 17  | 7   | 3   | 2   | 6   | 1   | Ret | 13  | 19   | 6    | 21   | 12   | 201    |
| 6    | MP Motorsport         | 14  | 9    | 6    | 17   | 11   | 12  | 12  | 10   | 7    | 11   | 18   | 1   | 5   | Ret | DNS | 15  | 11  | 11  | 14  | 14  | 16  | 17   | 13   | 15   | 6    | 167    |
| 6    | MP Motorsport         | 15  | 8    | 1    | 13   | 13   | 5   | 16  | 7    | 6    | 10   | 12   | 7   | 1   | DSQ | 13  | 16  | Ret | 4   | 15  | Ret | 20  | 1    | 8    | 3    | 8    | 167    |
| 7    | Charouz Racing System | 11  | 7    | 2    | 19   | 12   | 7   | 6   | 6    | 3    | 5    | 4    | 10  | 9   | 4   | 6   | 8   | 4   | 3   | 2   | 18  | 17  | 16   | 3    | 12   | 13   | 137    |
| 7    | Charouz Racing System | 12  | 13   | 13   | 18   | 14   | 14  | 15  | 11   | 17   | 21   | 19   | 14  | 7   | 12  | 12  | 12  | 17  | 13  | 12  | 17  | 9   | 11   | 19†  | 10   | 11   | 137    |
| 8    | DAMS                  | 1   | Ret  | Ret  | 10   | 7    | 17  | 12  | 15   | Ret  | Ret  | DNS  | 19† | DNS | 11  | 11  | 11  | 9   | 7   | 3   | Ret | 18  | 13   | 14   | 19   | 17   | 115.5  |
| 8    | DAMS                  | 2   | 5    | 3    | 8    | 2    | 9   | NC  | 8    | 1    | 15   | 7    | 9   | 10  | 6   | 10  | 7   | DSQ | 17  | 17  | 10  | 8   | 9    | 12   | 8    | 3    | 115.5  |
| 9    | Campos Racing         | 9   | 15   | 8    | 9    | 6    | 13  | 19  | 13   | 8    | 3    | 3    | 18† | 18  | 13  | 17  | 13  | 7   | Ret | 13  | 6   | 4   | 10   | 17†  | 14   | Ret  | 48     |
| 9    | Campos Racing         | 10  | 16   | 15   | 20   | 17   | 15  | 21  | 21   | 25   | 20   | 19   | 16  | 20  | Ret | 15  | 21  | 14  | 18  | 16  | 16  | Ret | 21   | 18†  | 22   | 19   | 48     |
| 10   | BWT HWA RACELAB       | 16  | Ret  | 18   | DNS  | 16   | Ret | 14  | 18   | 11   | 19   | 11   | 12  | 16  | 16  | 8   | 17  | 16  | 8   | 20  | 15  | 12  | 22   | 10   | 13   | 20   | 13     |
| 10   | BWT HWA RACELAB       | 17  | 6    | Ret  | 21   | 15   | 11  | 10  | 19   | 18   | 16   | 20   | Ret | 19  | 18  | 14  | 18  | 12  | Ret | Ret | 12  | Ret | 18   | Ret  | 18   | 21   | 13     |
| 11   | Trident               | 22  | 10   | 12   | 15   | 18   | Ret | 17  | Ret  | 16   | 15   | 18   | Ret | 12  | 8   | Ret | 19  | 10  | 15  | 10  | Ret | 19  | 15   | 9    | 20   | 15   | 6      |
| 11   | Trident               | 23  | Ret  | 17   | 16   | Ret  | Ret | 20  | 20   | 12   | 17   | 17   | 15  | 21  | 14  | Ret | 20  | 13  | 14  | 8   | 13  | 15  | 20   | 11   | 17   | 16   | 6      |
| Pos. | Escudería             | N.º | SPI1 | SPI1 | SPI2 | SPI2 | BUD | BUD | SIL1 | SIL1 | SIL2 | SIL2 | BAR | BAR | SPA | SPA | MNZ | MNZ | MUG | MUG | SOC | SOC | SAK1 | SAK1 | SAK2 | SAK2 | Puntos |

| Color     | Resultado              |
| --------- | ---------------------- |
| Oro       | Ganador                |
| Plata     | 2.ª plaza              |
| Bronce    | 3.ª plaza              |
| Verde     | Finalizó en los puntos |
| Azul      | Finalizó sin puntos    |
| Azul      | NC - No clasificado    |
| Violeta   | Ret - No terminó       |
| Rojo      | DNQ - No se clasificó  |
| Negro     | DSQ - Descalificado    |
| Blanco    | DNS - No empezó        |
| Blanco    | WD - Retirado          |
| Blanco    | C - Carrera cancelada  |
| Sin color | DNP - No participó     |
| Sin color | INJ - Lesionado        |
| Sin color | EX - Excluido          |

| Estado  | Resultado |
| ------- | --- |
| Negrita | Pole position |
| Cursiva | Vuelta rápida puntuable, el piloto cumplió los requisitos para ser bonificado con uno o más puntos por lograr la vuelta rápida |
| †       | Abandona, pero clasifica al completar el porcentaje requerido para ello                                                        |

Fuente: Fórmula 2.